# Église Saint-André de Niort
L'église Saint-André est l'une des grandes églises de Niort dans les Deux-Sèvres. Elle domine la ville de ses hautes flèches, d'une des collines, donnant rue Saint-André et place Martin-Bastard. Dédiée à l'apôtre saint André, elle dépend pour le culte du diocèse de Poitiers et de la paroisse Saint-Pierre-et-Saint-Paul de Niort. Elle est inscrite aux Monuments historiques depuis 2015.

## Histoire
Une première église romane est construite à cet emplacement au XIe siècle, dans un lieu évangélisé bien auparavant. Elle est réaménagée en style gothique au XVe siècle. Cet édifice est détruit par les huguenots en 1588; ne subsistent que deux travées du chœur et deux chapelles, puis elle est reconstruite sous le règne de Louis XIV . Elle est saccagée à la Révolution et fermée au culte. Sous la Terreur en 1793, elle devient le « temple de la Montagne » (pour la section des Montagnards qui s'y réunissent). Par la suite, elle sert de hangar à fourrage pendant la guerre de Vendée.
L'église est fortement délabrée, lorsque l'abbé Hippolyte Rabier, curé de la paroisse milite pour la construction d'une nouvelle église. C'est Segretain, architecte niortais des bâtiments publics et auteur de la gare de de Niort, puis de l'église Saint-Hilaire de Niort, qui est choisi. Il édifie une nouvelle église néogothique de 1855 à 1863, avec l'appui de Mgr Pie. Il demande à travailler gratuitement pour ce projet, ainsi que les peintres et décorateurs, tant cela lui tient à cœur. L'église est consacrée en 1874.
De nos jours en 2020, l'église Saint-André est dans un certain état de dégradation, par défaut d'entretien, surtout pour ses fresques. Elle a été vandalisée à plusieurs reprises, dont la dernière fois le 8 août 2020.

## Description

### Extérieur

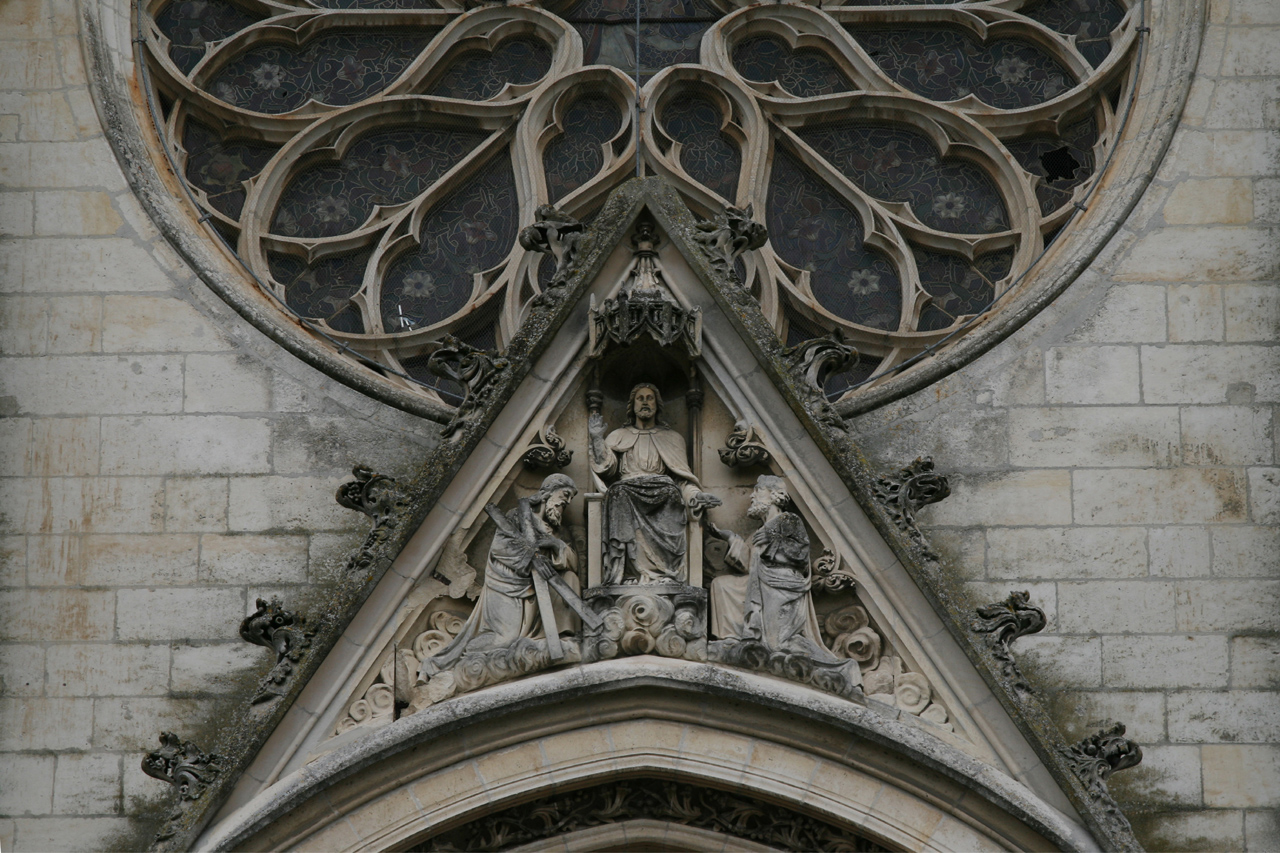
Gable du portail central : Jésus, saint André et saint Pierre.

L’église, de style néogothique, est orientée et de plan en croix latine, se terminant par un chevet plat. Elle se distingue par ses hautes tours jumelles en façade, de 70 mètres de hauteur, surmontées chacune d'une flèche élégante au couvrement de type Kreisker, et percées d'oculi et de baies en arc en accolade. Les trois cloches de la tour Nord ont été baptisées en 1865.
On accède à l'église par trois portails à voussures finement sculptées de personnages et de végétaux, encadrés par des contreforts. Ils sont surmontés pour le portail central d'une rosace et pour les autres portails chacun par une baie en arc brisé, comme pour les murs latéraux. Au gable du portail, Jésus, assis sur un trône et bénissant, remet la croix à saint André (à gauche) et les clefs du Royaume à saint Pierre (à droite). Les bras du transept sont classiquement percés d'une rosace et d'une porte surmontée d'une baie en arc brisé à lancettes. Une chapelle est accolée à chacun des bras du transept. Elles sont éclairées de double-baies en arc brisé. Le chevet est percé d’une grande baie en arc brisé, surmontée d’une rosace, ainsi que de deux baies en arc brisé. Le chevet est flanqué de contreforts et de part et d’autre de tourelles d’escaliers.

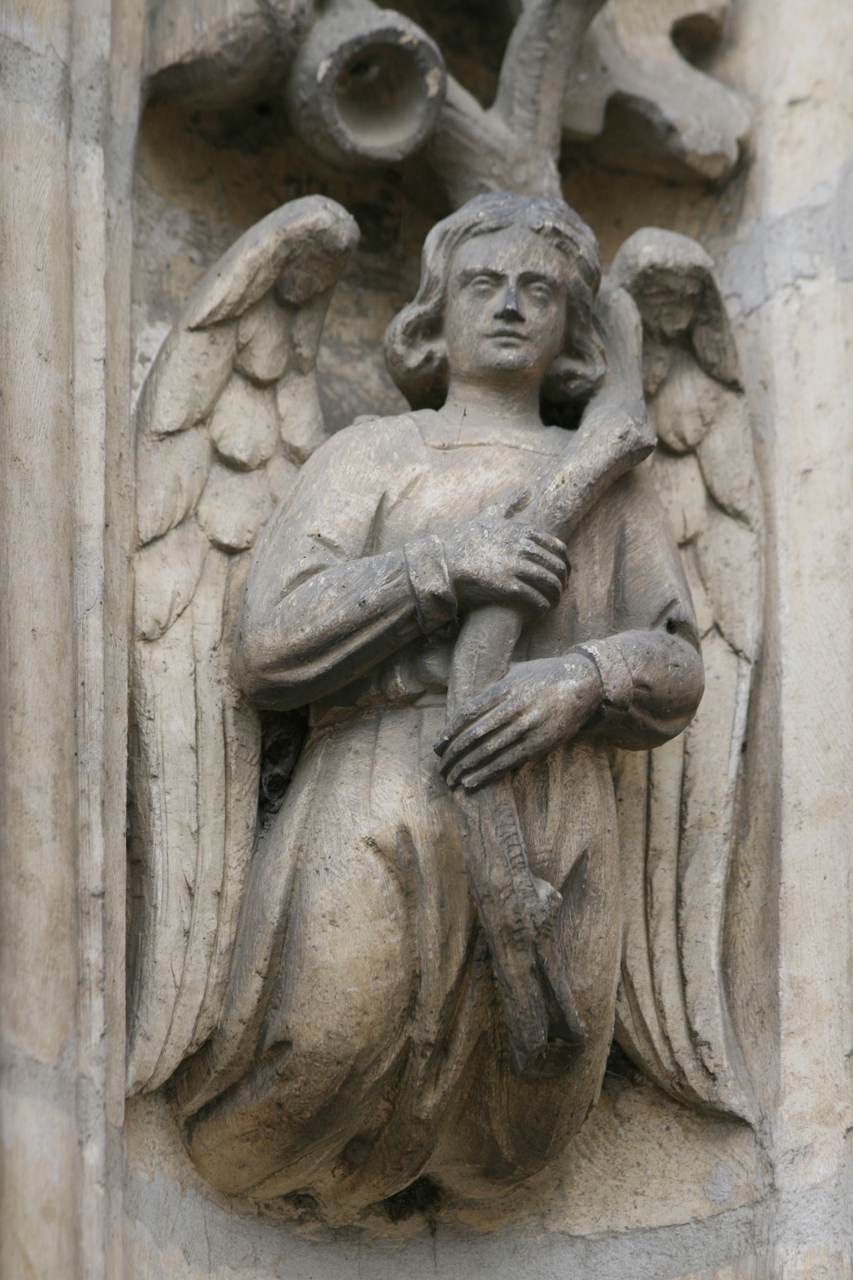
Détail de la façade, ange.
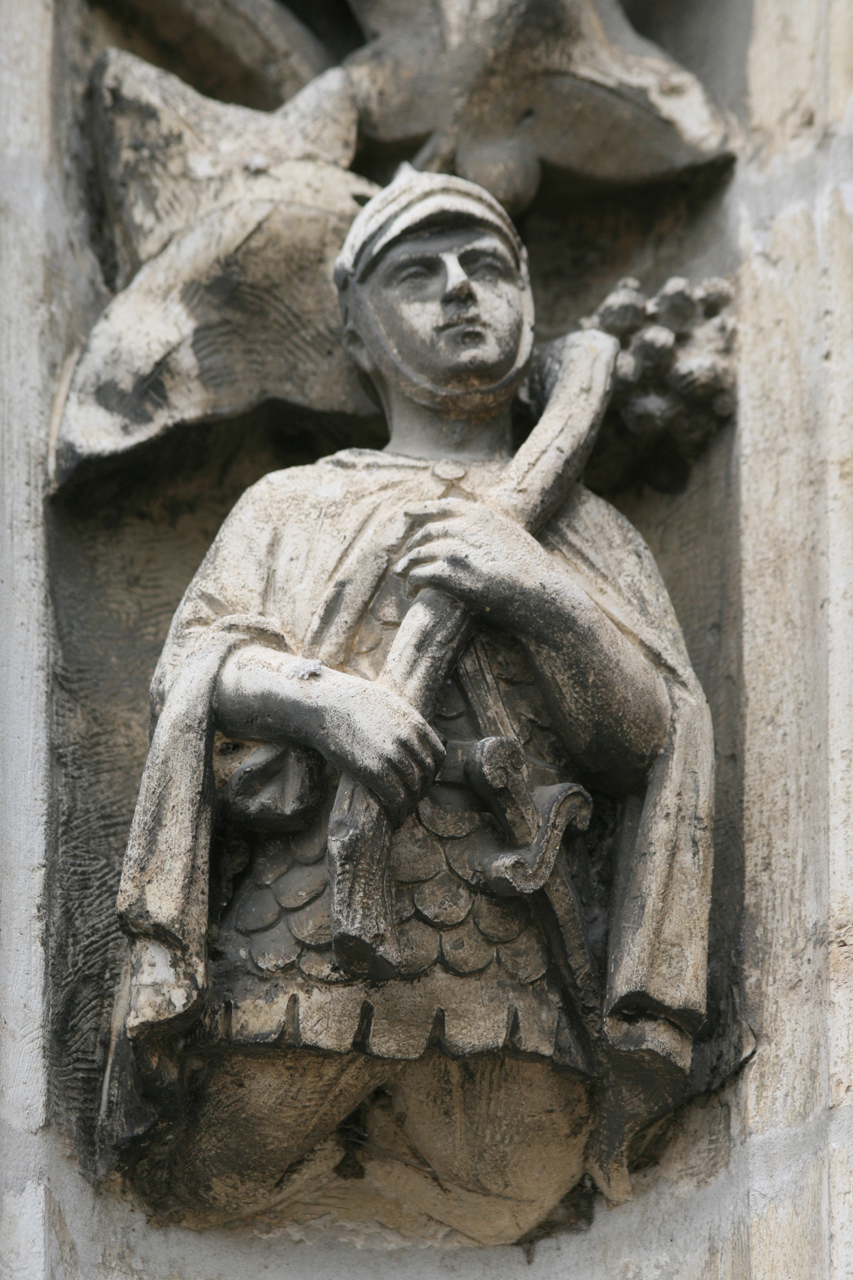
Détail de la façade, soldat romain.
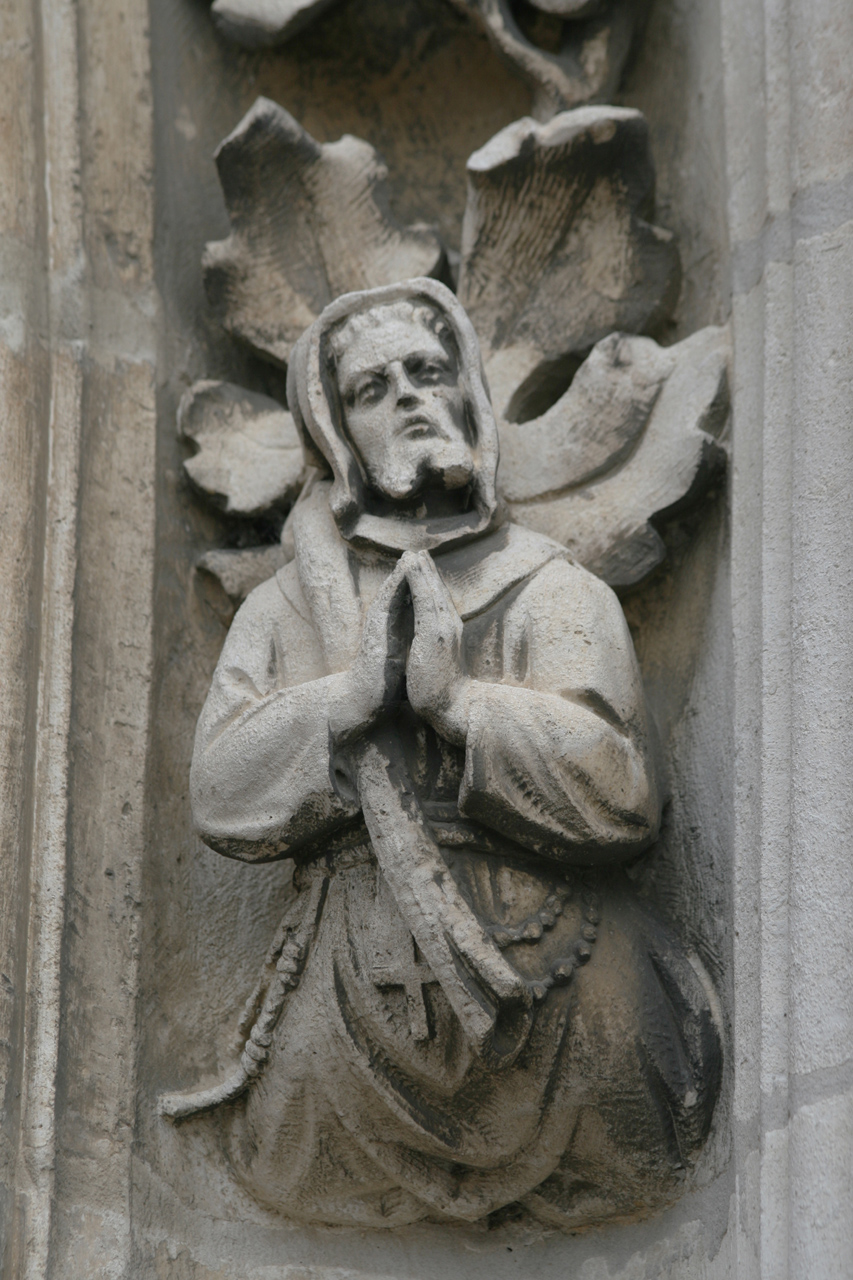
Détail de la façade, moine en prière.

### Intérieur

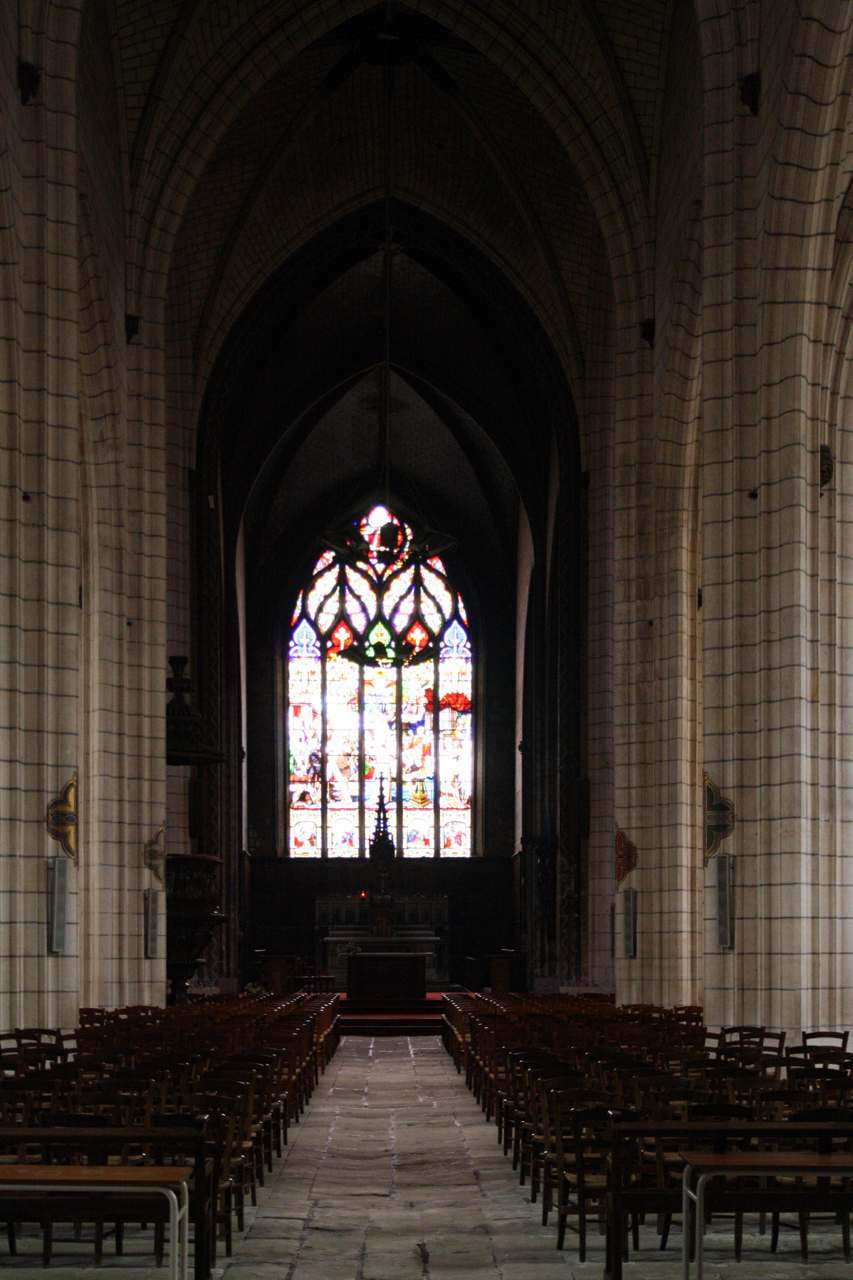
Intérieur avec le grand vitrail de saint André.

La nef à voûte ogivale, dans le style Plantagenêt typique de la région, est encadrée par des arcades en arc brisé, soutenues par des pilastres. Il subsiste une colonne ronde engagée, de l'église romane primitive, avec son chapiteau à gauche de la porte de la sacristie.

#### Vitraux
Les vitraux de l'église Saint-André sont particulièrement remarquables. Ceux du chœur proviennent du célèbre atelier tourangeau fondé par Julien-Léopold Lobin (1814-1864), auquel succède sont fils Lucien-Léopold (1837-1892). L'immense vitrail (1858) dans l'axe de la nef chevauche cinq lancettes et décrit la vie de saint André selon le modèle du vitrail-tableau. En haut se trouve le Christ en gloire vêtu de pourpre. La grande scène dépeint la condamnation de saint André avec sa croix en forme d'X, scène surmontée de trois anges portant les symboles du martyre. En bas, des médaillons retracent sa vie (de g. à dr.) : saint André écoute l'enseignement de Jean-Baptiste; saint André conduit saint Pierre à Jésus; la vocation de Pierre et André, pêcheurs d'hommes; André à la multiplication des pains; et la prédication de saint André.
Les vitraux des bas-côtés (fin XIXe siècle) montrent des saints, comme saint Blaise et saint Nicolas, sainte Macrine (patronne du Marais poitevin) et sainte Radegonde (patronne de Poitiers), la Vierge des Douleurs et Jésus aux outrages (1880). La grande rosace de la façade montre saint Dominique; celle du pignon nord la Vierge; celle du pignon sud, saint Joseph.
Les vitraux de la nef ont été posés en 1963 par l'atelier Van Guy de Tours. Ils exploitent la technique moderne du verre éclaté, les dalles de verre étant serties dans le béton. Ces vitraux figurent les sept sacrements.

#### Tableaux et décor
Le décor intérieur est dû à Louis Germain, peintre niortais disciple de David, qui œuvra aussi à Saint-Hilaire de Niort. On lui doit le grand tableau de La Fuite en Égypte (1860) et des scènes de la vie du Christ peintes a fresco à même la pierre, ainsi que Le Baptême de Clovis (1894) et Le Départ de saint Louis pour la croisade (1896). Le peintre rouennais Louis-Adolphe Lecoq d’Arpentigny peint quant à lui toute la partie décorative des murs intérieurs avec une grande richesse de symboles. La chapelle des fonts baptismaux (1884) est à distinguer. Napoléon III offre le tableau de la Déposition de Croix. Le Christ en Croix (1772) est l'œuvre de François-Adrien Latinville (1705-1774).

#### Mobilier

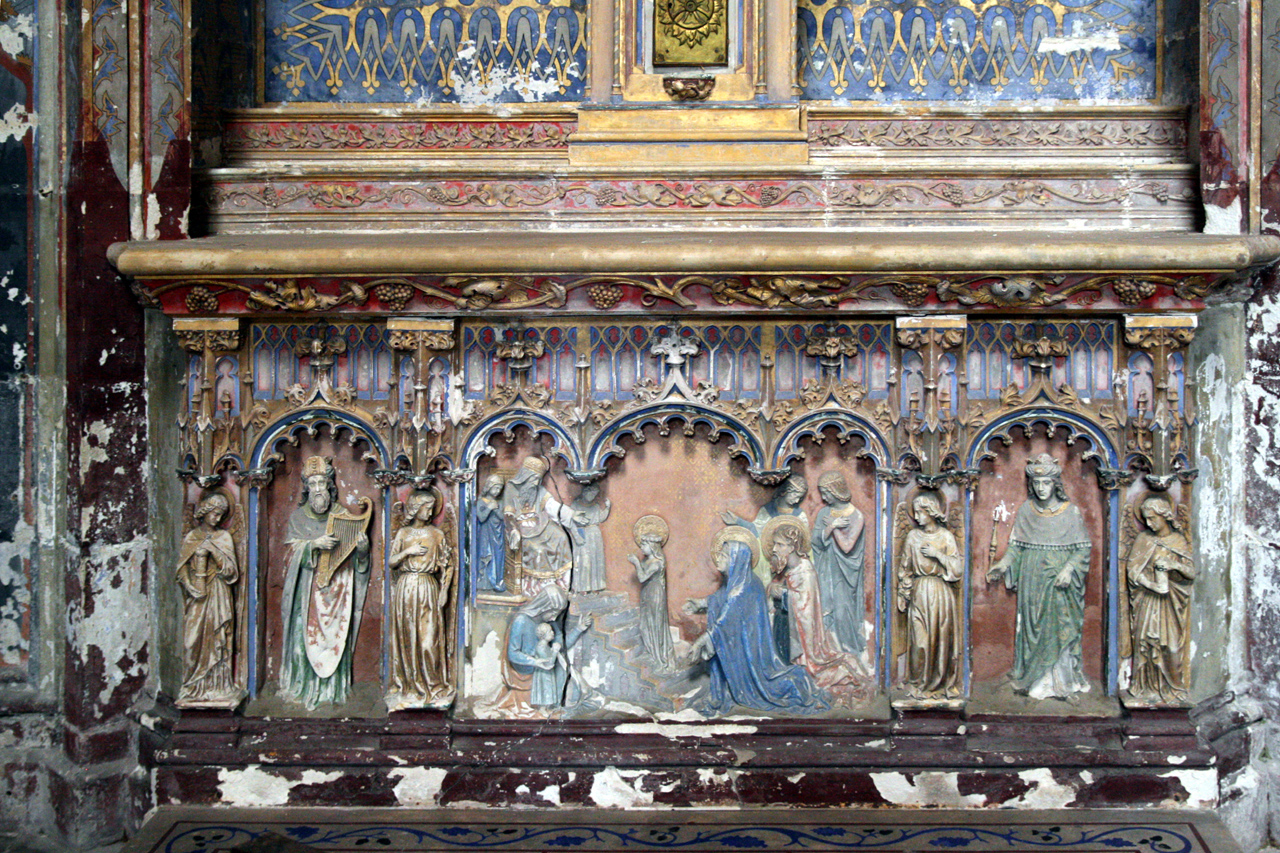
Devant d'autel fort abîmé de la chapelle de la Vierge, montrant La Présentation de la Vierge au Temple.

Il est à noter que le maître-autel ici n'a pas été détruit, contrairement à la mode lancée dans les années post-conciliaires. Conçu par l'atelier Bordas de Poitiers en 1874, il montre un retable néogothique et un devant d'autel délicatement élégant, décrivant la Multiplication des pains, les personnages (Jésus, apôtres et foule) étant vêtus de tuniques dorées. La statuaire est dans le goût du XIXe siècle et nombreuse.
La chaire est remarquable (classée aux MH en 1942). Réalisée au XVIIe siècle, elle provient d'un carmel et montre sur son panneau central sainte Thérèse d'Avila en extase. Le Christ en croix du chœur (classé aux MH en 2002) a été également sculpté au XVIIe siècle. Il provient de l’abbaye des Châtelliers (Chantecorps), démantelée à la Révolution. Les stalles du chœurs, finement ouvragées, datent de 1884. Les bénitiers datent de 1780.

#### Orgues
Les grandes orgues de tribune datent de 1924, œuvre du fameux A. Cavaillé-Coll-Convers. Elles ont été révisées par Deliancourt en 1960. Aujourd'hui elles sont muettes et hors d'usage.
L'orgue de chœur (1926 par Brun et Binette de Poitiers) est très délabré.